# Klub Wysoki Zamek
Klub Wysoki Zamek – klubokawiarnia w Katowicach, położona przy ulicy Gliwickiej 96a na terenie dzielnicy Załęże.
Jej działalność została zainaugurowana 23 maja 2002 roku, a powstała jako dzieło Wspólnoty Dobrego Pasterza celem stworzenia dla młodzieży miejsca wolnego od używek. W klubie organizowanych jest szereg spotkań, warsztatów oraz wydarzeń muzyczno-kulturalnych, a także prowadzona jest działalność rekolekcyjna.

## Historia

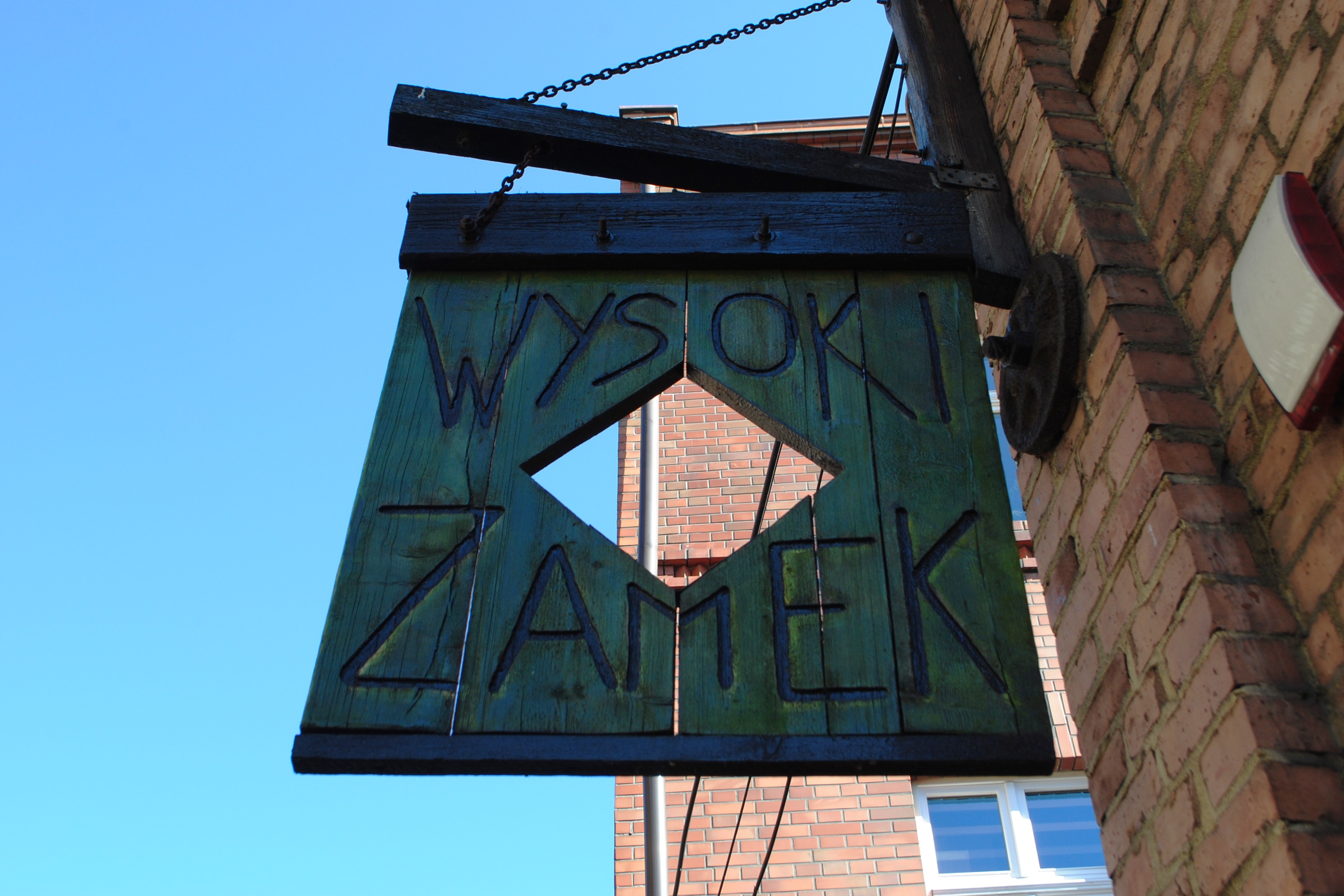
Szyld nad wejściem do klubu Wysoki Zamek (2024)

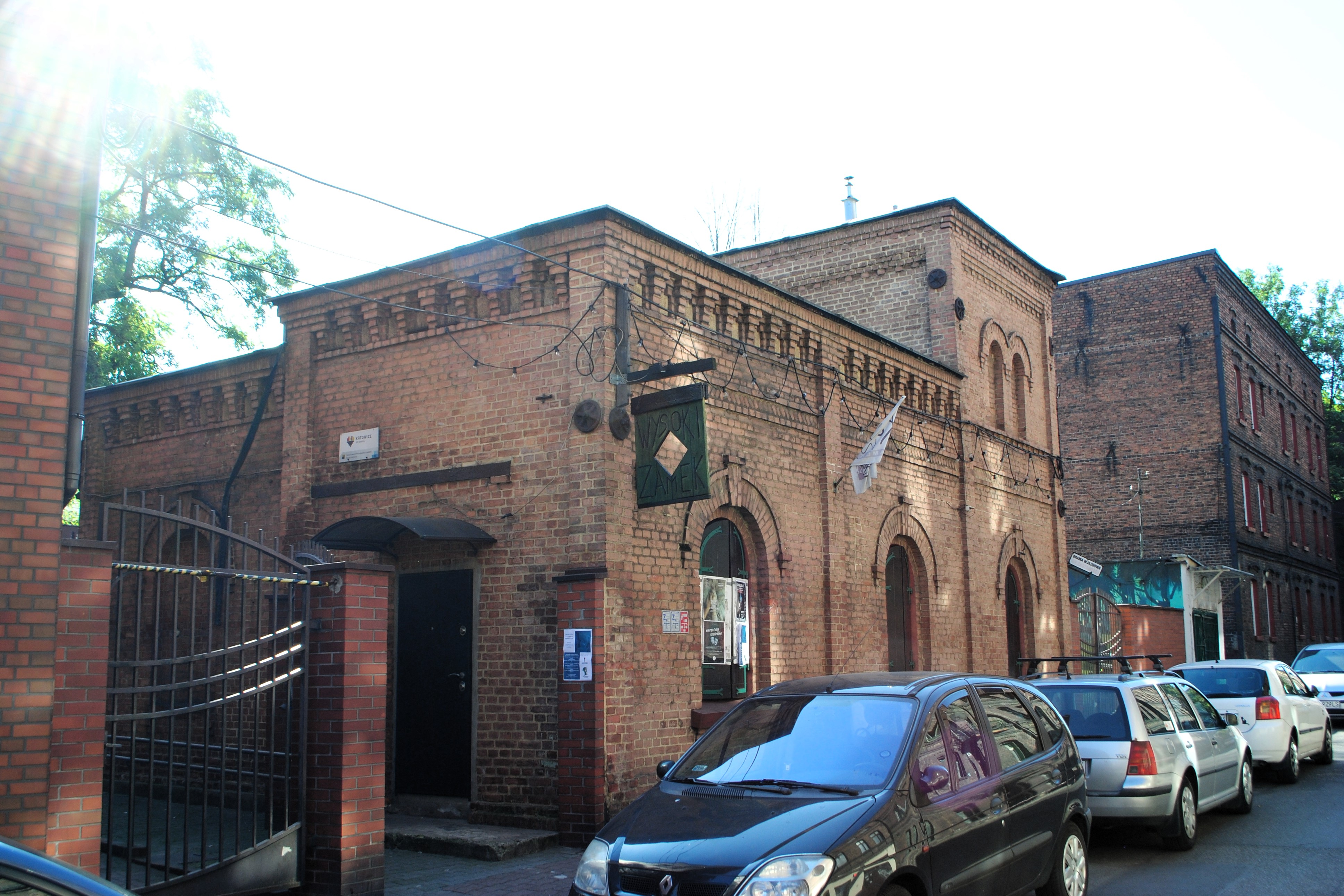
Klub Wysoki Zamek od strony ulicy Gliwickiej (2024)

Klub Wysoki Zamek, działający w budynku dawnej piekarni w katowickiej dzielnicy Załęże, został otwarty 23 maja 2002 roku. Powstał jako odpowiedź na problem nadużywania alkoholu i narkomanii wśród młodzieży. Miał być z założenia alternatywą w zamian za używki oraz związany z nimi styl życia, a także miał pełnić funkcję profilaktyczną. Klub założono jako dzieło Wspólnoty Dobrego Pasterza wraz z ówczesnymi duszpasterzami: o. Ryszardem Sierańskim OMI oraz o. Markiem Skibą OMI, powstałej z inicjatywy Misjonarzy Oblatów Maryi Niepokalanej, która od grudnia 1993 roku dekretem abpa Damiana Zimonia zaczęła oficjalnie działać jako publiczne stowarzyszenie wiernych Kościoła katolickiego. Sam zaś klub swoją opieką objęło małżeństwo Wioletta i Marek Richterowie.
W maju 2012 roku klub Wysoki Zamek obchodził 10. rocznicę swojego istnienia. W ramach tego wydarzenia odbył się koncert z imprezami towarzyszącymi, natomiast w ramach obchodów 12. rocznicy od 6 do 14 czerwca 2014 roku zorganizowano cykl imprez kulturalno-rozrywkowych oraz koncert plenerowy, a także spotkanie z aktorem Lechem Dyblikiem. Istotnym elementem tego wydarzenia był Namiot Spotkania, czyli miejsce adoracji Najświętszego Sakramentu.
21 listopada 2014 roku w klubie Wysoki Zamek odbyło się spotkanie z Natalią Niemen, a w maju 2015 roku z Andrzejem Pileckim – synem rtm. Witolda Pileckiego i aktorem Marcinem Kwaśnym, odtwórcą głównej roli w filmie Pilecki. Spotkanie to prowadził Bogdan Wasztyl ze stowarzyszenia Auschwitz Memento.
W 2016 roku zainaugurowano projekt Zupa w Kato na wzór funkcjonującej wówczas w Krakowie Zupy na Plantach. Na początku marca 2016 roku w klubie Wysoki Zamek rekolekcje wielkopostne wygłaszał biskup pomocniczy archidiecezji częstochowskiej Antoni Długosz. W ramach obchodów 15-lecia działalności klubu Wysoki Zamek, 3 czerwca 2017 roku obok jego siedziby odbył się koncert zespołu Giflof.
W nocy z 3 na 4 marca 2018 roku nastąpiło włamanie do siedziby klubu Wysoki Zamek, z którego został ukradziony cenny sprzęt. W efekcie zorganizowano zbiórkę pieniędzy na zakup nowego sprzętu, w którą zaangażowały się m.in. załęskie szkoły oraz parafia św. Józefa.
23 maja 2018 roku w klubie Wysoki Zamek odbyło się spotkanie z Józefem Brodą, 9 listopada 2018 roku koncert i spotkanie z ks. Jakubem Bartczakiem, natomiast 18 stycznia 2019 roku kolędowanie i spotkanie z Józefem Skrzekiem. 22 sierpnia 2019 roku odbył się tutaj festiwal muzyczny Kato Hip-Hop Fest, w którym wystąpiło 22 raperów. Z okazji 18-lecia klubu, 23 maja 2020 roku odbył się koncert Marcina Wyrostka i Piotra Zaufala, a pod koniec kwietnia 2021 roku spotkanie z ks. Władysławem Basistą.
22 czerwca 2022 roku w ramach obchodów 20-lecia działalności klubu w Teatrze Śląskim im. S. Wyspiańskiego odbył się spektakl Bracia w wykonaniu Teatru Ubogich. Powstała przy klubie Wysoki Zamek grupa uzyskała nagrodę specjalną na festiwalu teatrów amatorskich w 2022 roku.
19 stycznia 2023 roku w ramach akcji Zupa w Kato w klubie Wysoki Zamek kanapki dla ubogich wraz z wolontariuszami przygotował arcybiskup katowicki Adrian Galbas. Na początku grudnia 2023 roku na katowickim Rynku z inicjatywy klubu Wysoki Zamek postawiono choinkę z zawieszonymi kartkami z życzeniami, w którym zawarto najpilniejsze potrzeby bezdomnych i samotnych osób.

## Działalność
Klub Wysoki Zamek to klubokawiarnia (pierwotnie klub). Prowadzona jest przez Wspólnotę Dobrego Pasterza – dzieło Misjonarzy Oblatów Maryi Niepokalanej, z siedzibą przy ulicy Gliwickiej 96a (wejście od strony ulicy W. Janasa) w Katowicach, na terenie dzielnicy Załęże.
W klubie organizowane są m.in. warsztaty oraz wieczory klubowe, muzyczne i filmowe, a także różnego rodzaju imprezy okolicznościowe. Odbywają się także tzw. spotkania z ciekawym człowiekiem oraz rekolekcje.
Klub prowadzi także kuchnię, której przychody są przekazywane na cele statutowe Wspólnoty Dobrego Pasterza. Organizuje również akcję Zupa w Kato, czyli cotygodniowego posiłku dla osób potrzebujących, a także bierze udział w obchodach Światowego Dnia Ubogich w Katowicach, mającego na celu uwrażliwienie mieszkańców Katowic na losy osób ubogich.

## Nagrody i wyróżnienia
- Nagroda Prezydenta Miasta Katowice za działalność charytatywną dla Wioletty Iwanickiej-Richter, współzałożycielki klubu Wysoki Zamek (2021)[28][29],
- Nagroda im. Janusza Korczaka – wyróżnienie (2022)[30][31],
- Nagroda Open The Door (2024)[4].